# لیدینگ لیدی پارتز
لیدینگ لیدی پارتز (انگلیسی: Leading Lady Parts) یک فیلم کوتاه به کارگردانی جسیکا سویل است. این فیلم که از جنبش دیگر بس است الهام گرفته‌است، چندین بازیگر زن آ-لیست را به عنوان بازیگران شامل می‌شود و روند ریخته‌گری انتخاب بازیگران انتقاد می‌کند. این فیلم در سال ۲۰۱۸ در بی‌بی‌سی چهار پخش شد و به شکل رایگان در یوتیوب قرار دارد.